# Dolno Yaboltchichté
Dolno Yaboltchichté (en macédonien Долно Јаболчиште) est un village du centre de la Macédoine du Nord, situé dans la municipalité de Tchachka. Le village comptait 718 habitants en 2002.

## Démographie
Lors du recensement de 2002, le village comptait :
- Albanais : 715
- Bosniaques : 1
- Autres : 2